# وستبوري (باكينجهامشير)
وستبوري (بالإنجليزية: Westbury, Buckinghamshire)‏ هي أبرشية مدنية تقع في المملكة المتحدة في إنجلترا. يقدر عدد سكانها بـ 447 نسمة .